# Patrick Jones II
Patrick Allen Jones II (* 29. September 1998 in Yokosuka, Japan) ist ein US-amerikanischer American-Football-Spieler auf der Position des Linebackers. Aktuell spielt er bei den Carolina Panthers in der National Football League (NFL).

## Frühe Jahre
Jones wurde im japanischen Yokosuka geboren, wo sein Vater als Militär stationiert war. Im Alter von drei Jahren zog die Familie nach Jacksonville in Florida, ehe sie zwei Jahre später nach Neapel in Italien zog. 2012 folgte eine weitere Zeit in Japan, ehe er die Grassfield High School in Chesapeake, Virginia besuchte. Dort war er in der Footballmannschaft als Defensive End aktiv und konnte in seinem letzten Jahr in der Highschool insgesamt 83 Tackles und 8,5 Sacks verzeichnen. Aufgrund dieser Leistungen wurde Jones ins First-Team Group 6A All-State und zum Co-Defensive-Player seiner Conference gewählt und galt als bester Defensive End seines Jahrgangs in Virginia. Nach seinem Highschoolabschluss erhielt er ein Stipendium der University of Pittsburgh, für die er von 2017 bis 2020 in der Footballmannschaft aktiv war. Während er in seinem Freshman-Jahr noch nicht als Spieler gesetzt war und nur zu gelegentlichen Einsätzen kam, wurde er in seinem zweiten Jahr fester Stammspieler seiner Mannschaft als Defensive Lineman. Insgesamt kam er in 40 Spielen zum Einsatz und konnte dabei 112 Tackles sowie 21,5 Sacks verzeichnen. Für seine guten Leistungen wurde Jones 2019 ins Second-Team All-ACC sowie 2020 ins First-Team All-American und ins First-Team All-ACC berufen. Auch mit seiner Mannschaft war er erfolgreich, so konnte sie 2019 den Quick Lane Bowl gewinnen. Neben seinen Leistungen als Footballspieler erhielt Jones einen Bachelor in Justizverwaltung von seiner Universität.

## NFL
Beim NFL-Draft 2021 wurde Jones in der 3. Runde an 90. Stelle von den Minnesota Vikings ausgewählt. Sein Debüt für die Vikings in der NFL gab er jedoch erst am 9. Spieltag der Saison bei der 31:34-Niederlage gegen die Baltimore Ravens. Am folgenden Spieltag konnte er beim 27:20-Sieg gegen die Los Angeles Chargers seine ersten beiden Tackles in der NFL verzeichnen. Daraufhin kam er in der restlichen Saison als Rotationsspieler regelmäßig zu Einsätzen, jedoch stand er selten bei mehr als 25 % der relevanten Snaps auf dem Feld. Insgesamt kam er so in seiner Rookie-Saison in 9 Spielen zum Einsatz und konnte sieben Tackles verzeichnen. In der Saison 2022 kam er noch regelmäßiger zum Einsatz als in der Vorsaison. Nichtsdestotrotz war er noch immer nur Rotationsspieler hinter Danielle Hunter. Am 6. Spieltag konnte Jones beim 24:16-Sieg gegen die Miami Dolphins seine ersten beiden Sacks in der NFL verzeichnen, jeweils einen an Skylar Thompson und Teddy Bridgewater. Daneben erreichte er drei Tackles. Bei der 3:40-Niederlage gegen die Dallas Cowboys am 11. Spieltag gelangen ihm insgesamt fünf Tackles, zu diesem Zeitpunkt seine Karrierehöchstleistung. Am 13. Spieltag konnte er beim 27:22-Sieg gegen die New York Jets erneut einen Sack verzeichnen, diesmal an Quarterback Mike White. Auch am letzten Spieltag, bei einem 29:13-Sieg gegen die Chicago Bears, erreichte er einen Sack, sodass er die Saison mit insgesamt vier Sacks und 27 Tackles beendete. Da die Vikings in der Saison 13 Spiele gewannen und nur vier verloren, konnten sie die NFC North gewinnen und sich für die Playoffs qualifizieren. Dort trafen sie in der Wildcard-Runde auf die New York Giants. Allerdings verloren die Vikings das Spiel mit 24:31 und schieden somit aus den Playoffs aus, Jones konnte ein Tackle beisteuern.
Auch in der Saison 2023 war Jones zunächst nur als Backup für Marcus Davenport und Danielle Hunter eingeplant. Am 4. Spieltag kam er beim 21:13-Sieg gegen die Carolina Panthers jedoch auch das erste Mal als Starter zum Einsatz und konnte dabei drei Tackles verzeichnen. Auch in den letzten drei Saisonspielen kehrte er als Starter zurück. Dabei konnte er bei der 24:30-Niederlage gegen die Detroit Lions einen Sack an Jared Goff verzeichnen. Bei der 10:33-Niederlage gegen die Green Bay Packers am 17. Spieltag gelangen ihm insgesamt neun Tackles, wodurch er seinen Karrierebestwert aus der Vorsaison brach.

## Karrierestatistiken

### Regular Season
| Saison                             | Team             | Spiele | Spiele  | Tackles | Tackles | Tackles | Tackles | Interceptions | Interceptions | Interceptions | Interceptions | Interceptions | Interceptions | Fumbles | Fumbles | Fumbles |
| Saison                             | Team             | Gesamt | Starter | Gesamt  | Solo    | Assist  | Sacks   | PD            | Int           | Yards         | Durchschnitt  | Lang          | TD            | FF      | FR      | TD      |
| ---------------------------------- | ---------------- | ------ | ------- | ------- | ------- | ------- | ------- | ------------- | ------------- | ------------- | ------------- | ------------- | ------------- | ------- | ------- | ------- |
| 2021                               | Vikings          | 9      | 0       | 7       | 4       | 3       | 0,0     | 0             | 0             | 0             | 0,0           | 0             | 0             | 0       | 0       | 0       |
| 2022                               | Vikings          | 16     | 0       | 27      | 16      | 11      | 4,0     | 0             | 0             | 0             | 0,0           | 0             | 0             | 0       | 0       | 0       |
| 2023                               | Vikings          | 17     | 4       | 32      | 22      | 10      | 1,0     | 0             | 0             | 0             | 0,0           | 0             | 0             | 0       | 0       | 0       |
| 2024                               | Vikings          | 15     | 1       | 39      | 19      | 10      | 7,0     | 0             | 0             | 0             | 0,0           | 0             | 0             | 1       | 0       | 0       |
| Gesamte Karriere                   | Gesamte Karriere | 57     | 5       | 105     | 61      | 40      | 12,0    | 0             | 0             | 0             | 0,0           | 0             | 0             | 1       | 0       | 0       |
| Quelle: pro-football-reference.com |                  |        |         |         |         |         |         |               |               |               |               |               |               |         |         |         |

### Postseason
| Saison                             | Team             | Spiele | Spiele  | Tackles | Tackles | Tackles | Tackles | Interceptions | Interceptions | Interceptions | Interceptions | Interceptions | Interceptions | Fumbles | Fumbles | Fumbles |
| Saison                             | Team             | Gesamt | Starter | Gesamt  | Solo    | Assist  | Sacks   | PD            | Int           | Yards         | Durchschnitt  | Lang          | TD            | FF      | FR      | TD      |
| ---------------------------------- | ---------------- | ------ | ------- | ------- | ------- | ------- | ------- | ------------- | ------------- | ------------- | ------------- | ------------- | ------------- | ------- | ------- | ------- |
| 2022                               | Vikings          | 1      | 0       | 1       | 0       | 1       | 0,0     | 0             | 0             | 0             | 0,0           | 0             | 0             | 0       | 0       | 0       |
| Gesamte Karriere                   | Gesamte Karriere | 1      | 0       | 1       | 0       | 1       | 0,0     | 0             | 0             | 0             | 0,0           | 0             | 0             | 0       | 0       | 0       |
| Quelle: pro-football-reference.com |                  |        |         |         |         |         |         |               |               |               |               |               |               |         |         |         |